# Suragina labiata
Suragina labiata är en tvåvingeart som först beskrevs av Jacques-Marie-Frangile Bigot 1887.  Suragina labiata ingår i släktet Suragina och familjen bäckflugor.
Artens utbredningsområde är Sri Lanka. Inga underarter finns listade i Catalogue of Life.